# Allerheiligstes Sakrament des Altares

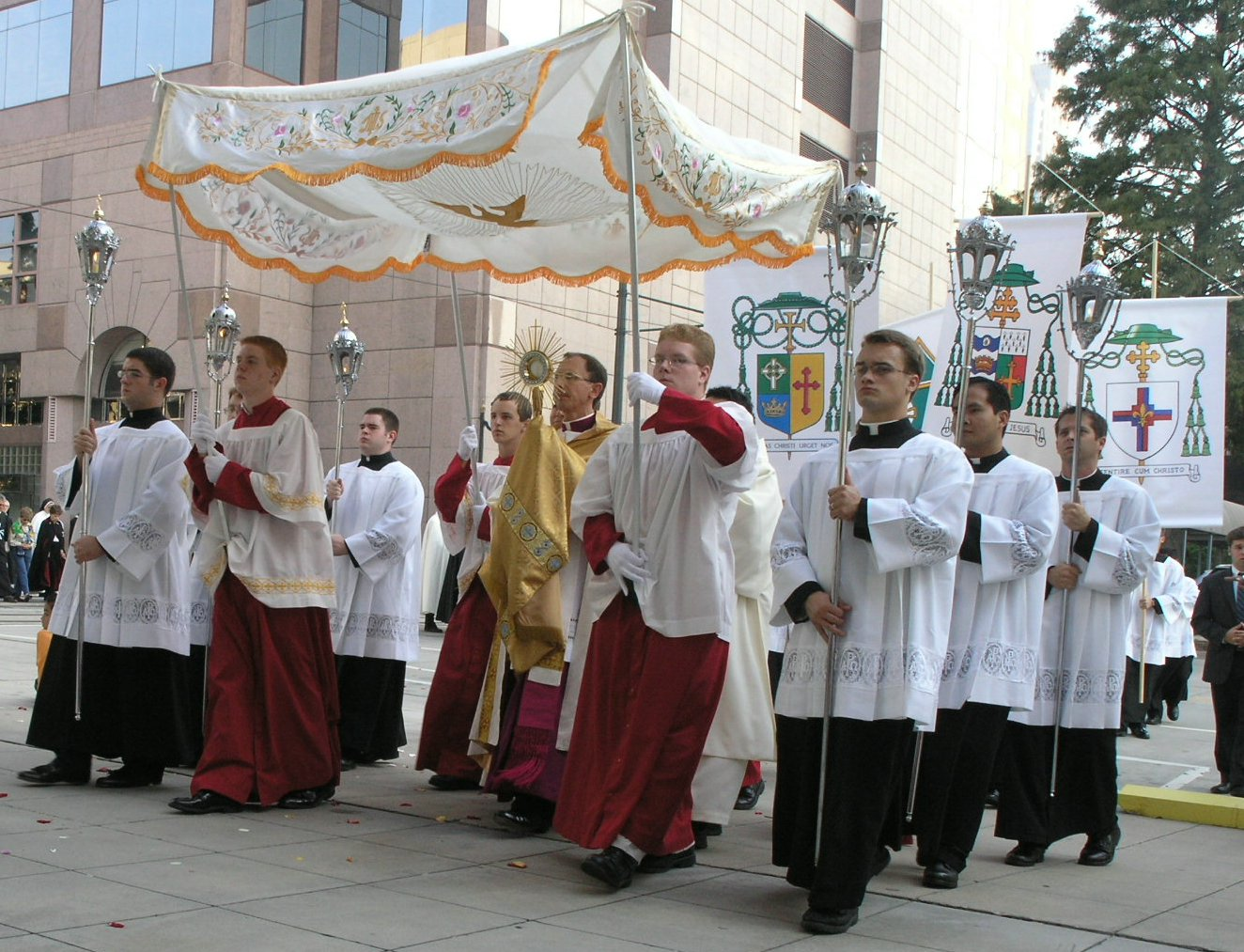
Das Allerheiligste bei einer eucharistischen Prozession

Als das Allerheiligste, auch Allerheiligstes Sakrament (des Altares) bzw. (Allerheiligstes) Altarssakrament, (lateinisch Sanctissimum [Sacramentum]) bezeichnet man in der römisch-katholischen Kirche die in der heiligen Messe konsekrierten Gaben von Brot und Wein, in denen Christus nach kirchlicher Lehre wahrhaft und dauerhaft gegenwärtig ist (Realpräsenz). Während der Wein immer in der Liturgie der Messfeier getrunken wird, werden konsekrierte Hostien, falls nicht bei der Kommunion ausgeteilt, als das Allerheiligste im Tabernakel aufbewahrt und dienen zur Kommunion für die Kranken und Sterbenden (Wegzehrung) wie auch der anbetenden Verehrung durch die Gläubigen.

## Aufbewahrung
Das Allerheiligste wird in einem Ziborium oder einer Pyxis, die große Hostie zur Verehrung des Allerheiligsten auch in einer Custodia im Tabernakel einer Kirche oder Kapelle aufbewahrt. Der Tabernakel muss wegen der Gefahr von Profanierung der Hostien besonders gesichert sein. Wenn sich das Allerheiligste im Tabernakel befindet, brennt in der Nähe das ewige Licht. Die Pyxis findet auch Verwendung, um das Allerheiligste den Kranken zur Spendung der Kommunion zu bringen. Die konsekrierten Hostien wurden von alters her wegen der Krankenkommunion und für die Spendung der Wegzehrung an Tagen, an denen keine heilige Messe gefeiert wird (Karfreitag und Karsamstag), im Tabernakel aufbewahrt.

## Verehrung
Die Verehrung des Allerheiligsten leitet sich aus der Messfrömmigkeit her und entstand erst im Hochmittelalter. In ihrem Zentrum steht die Verehrung des menschgewordenen Gottessohnes in der Brotsgestalt, die beeinflusst wurde von einer starken Betonung der Realpräsenz in Verbindung mit einer durch Schauverlangen bestimmten hochmittelalterlichen Eucharistiefrömmigkeit. Das Schauen der eucharistischen Gestalten trat für viele Gläubige an die Stelle der Kommunion („Augenkommunion“). Die Verehrung der Eucharistie ist nicht der Grund für die Aufbewahrung des Allerheiligsten nach der heiligen Messe, sondern ihre Folge. Gewisse Formen der Verehrung sind zu einem Charakteristikum der Westkirche geworden.
Der Tabernakel mit dem Allerheiligsten ist in einer Kirche stets ein Ort für die stille Anbetung; dafür sind tägliche Öffnungszeiten der Kirche wünschenswert. Die traditionelle „Besuchung des Allerheiligsten“ (visitatio Sanctissimi) wird verstanden als „Gebet vor dem Allerheiligsten Sakrament“, als dankbare Antwort auf die in der heiligen Messe geschenkte Begegnung (communio) mit Gott.
Das Allerheiligste, im oder außerhalb des Tabernakels, wird traditionell verehrt durch eine Kniebeuge und durch Niederknien bei der Anbetung und der Segensspendung.

### Aussetzung

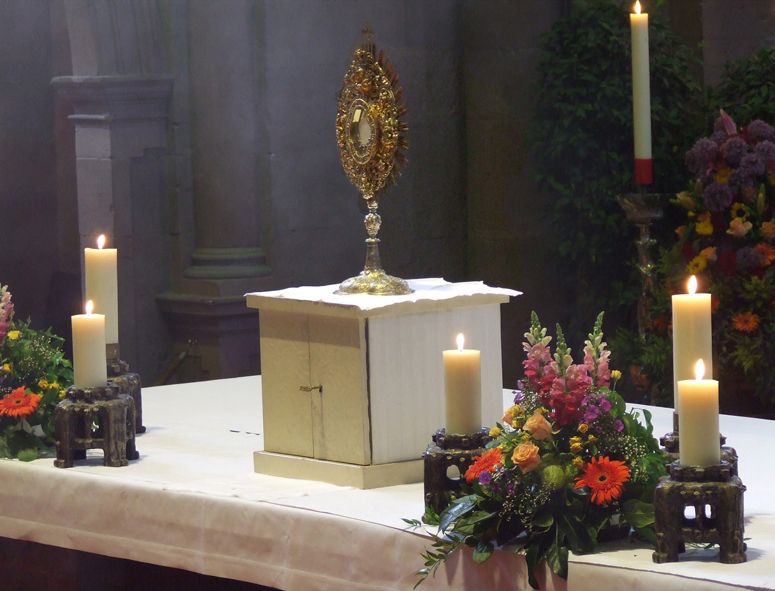
Das ausgesetzte Allerheiligste in der Monstranz

Bei der Aussetzung des Allerheiligsten (Expositio) setzt ein Priester, Diakon oder Akolyth die konsekrierte Hostie in einem besonderen Behältnis, üblicherweise in einer Monstranz (von lat. monstrare, „zeigen“), in einer Custodia oder im mit dem Ziboriumvelum bedeckten Ziborium, auf den Altar, so dass das Allerheiligste von den Gläubigen in einer gemeinsamen Andacht oder in stiller Anbetung verehrt werden kann. Dabei kann jede konsekrierte Hostie verwendet werden, doch werden meist besonders große oder mit einem geprägten Bild verzierte Zelebrationshostien ausgesetzt. Die Aussetzung bedeutet eine Verlängerung der Elevation, des Zeigens des Leibes und Blutes Christi bei der Wandlung in der heiligen Messe. Barocke Altäre hatten für die Aussetzung oberhalb des Tabernakels eine Expositionsnische zur Aufnahme der Monstranz mit dem Allerheiligsten.

### Segen
Zumeist am Ende von Gebetszeiten vor dem ausgesetzten Allerheiligsten wird vom Priester oder Diakon der sakramentale Segen in Kreuzesform mit dem Allerheiligsten gespendet, ebenfalls zum Abschluss eucharistischer Prozessionen.

### Eucharistische Prozession
In einer eucharistischen Prozession oder Sakramentsprozession wird das Allerheiligste von einem Priester oder Diakon häufig unter einem Baldachin, „Himmel“ genannt, gehend in der Monstranz vorangetragen. Das Allerheiligste bildet den Mittelpunkt der Prozession und wird begleitet von Leuchter- und Weihrauchträgern. Die Prozession  soll nach einer heiligen Messe stattfinden, in der auch die Hostie für diese Prozession konsekriert wurde. An einer oder mehreren Stationen – auch „Altäre“ genannt – wird mit dem Allerheiligsten der sakramentale Segen gespendet. Die bekannteste eucharistische Prozession ist die Fronleichnamsprozession.